# Ciutat de les Estrelles

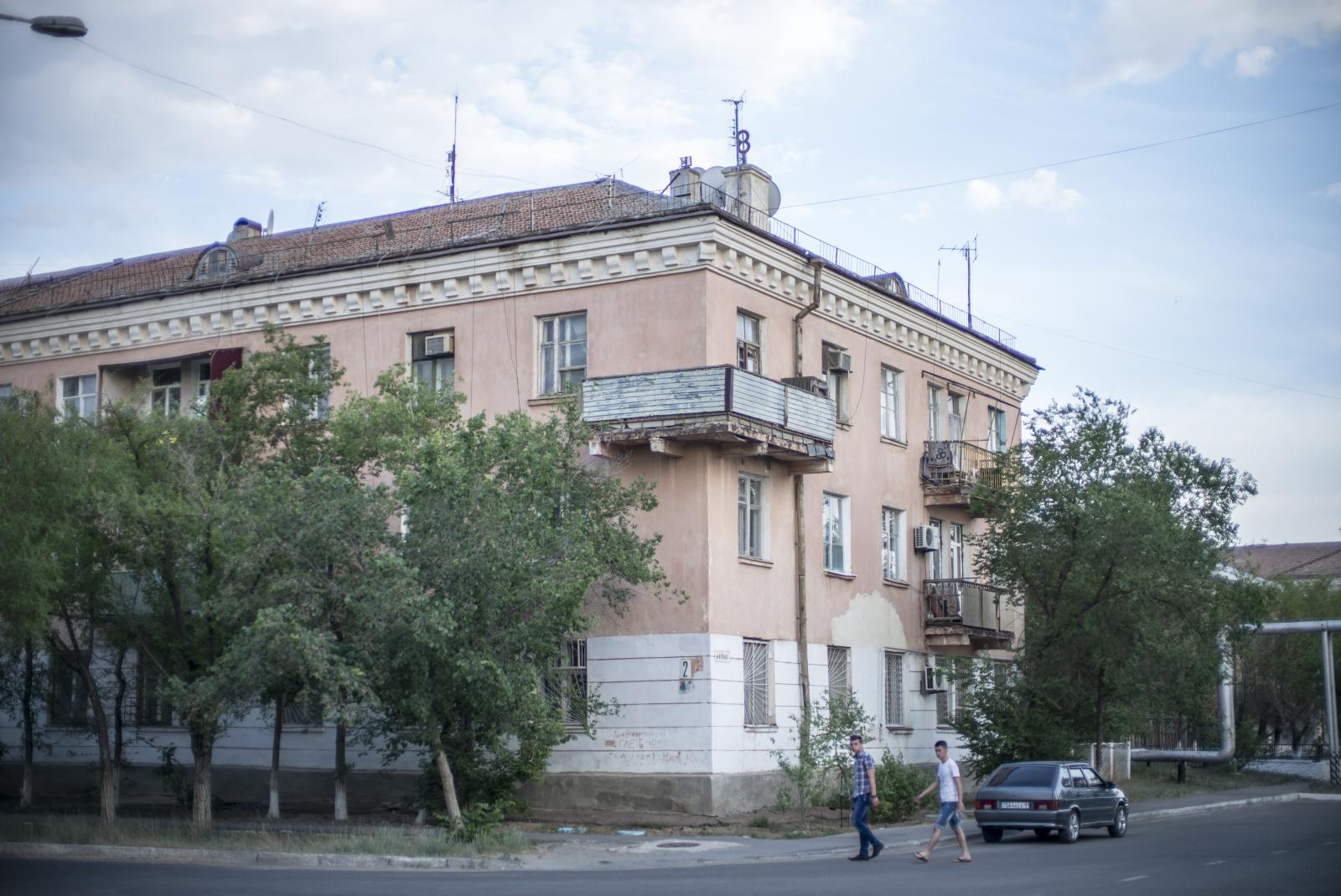
Edifici d'apartaments.

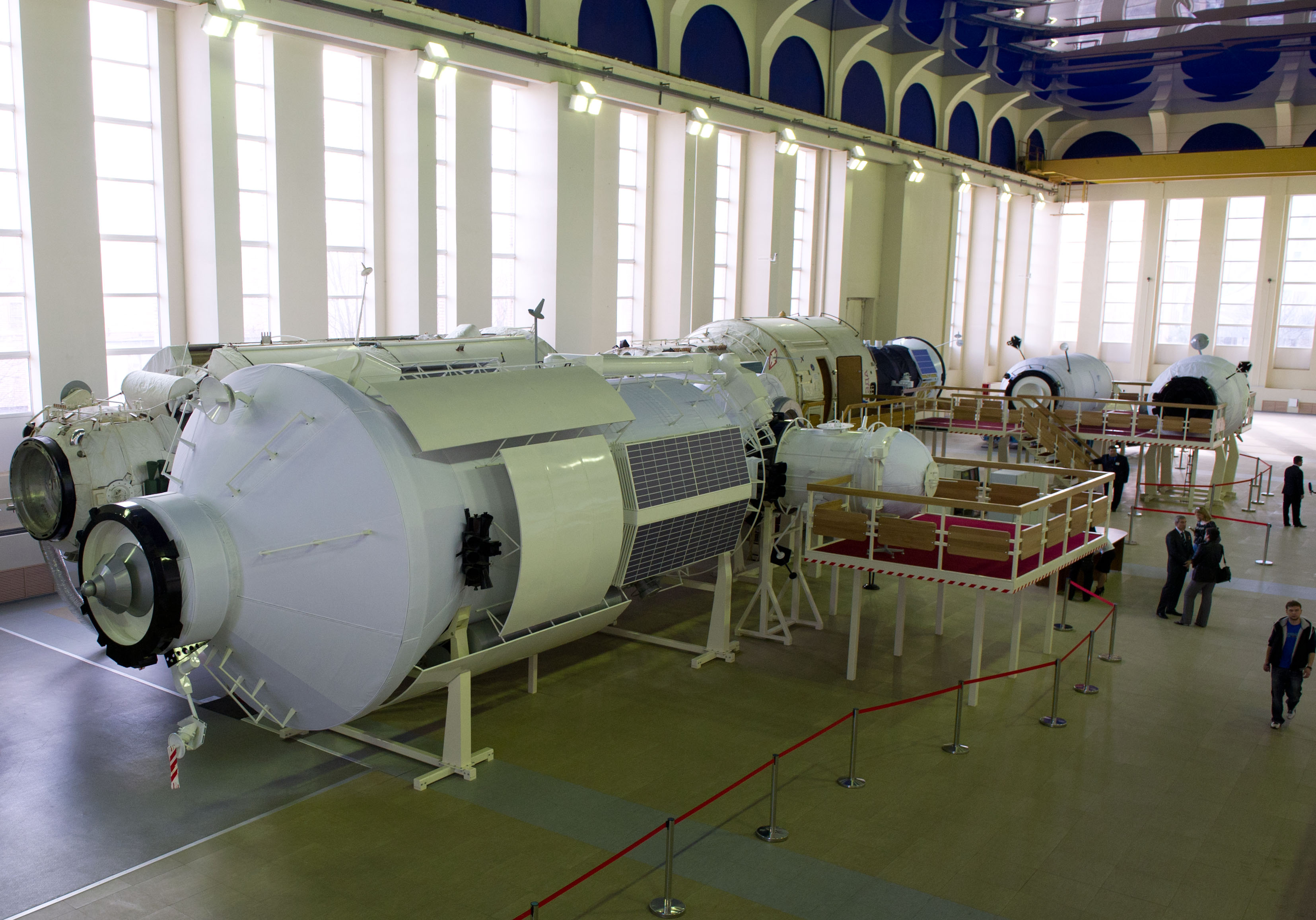
Maqueta a escala del segment rus de l'Estació Espacial Internacional que s'utilitza per a l'entrenament de la tripulació.

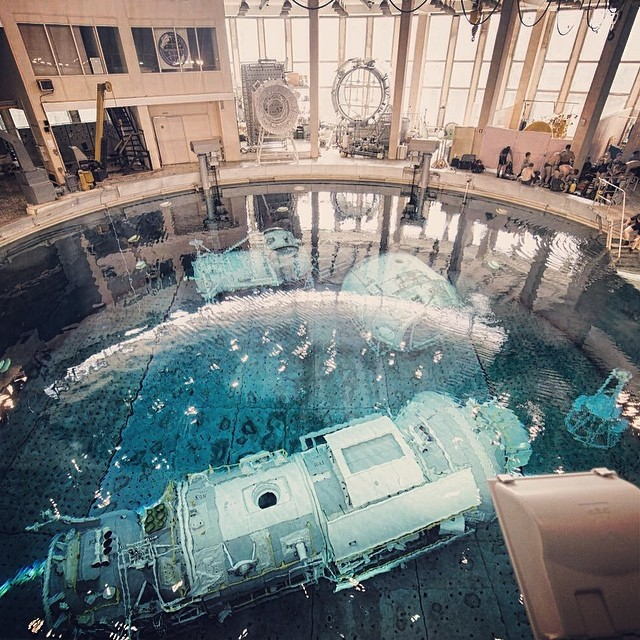
Vista parcial de l'hidrolab, la piscina que s'utilitza per a entrenar les situacions d'ingravidesa.

La Ciutat de les Estrelles (rus: Звёздный Городо́к, Zviozdni Gorodok) és un assentament de tipus urbà tancat (ZATÓ, per les seves sigles en rus), construït a principis de l'era espacial, el 1963, per allotjar el personal del Centre de Formació de Cosmonautes (TsPK, per les seves sigles en rus). Es troba a prop de la ciutat de Sxólkovo, a 25 quilòmetres al nord-est de Moscou. Administrat durant molt de temps per militars, i amb accés estrictament controlat, es va convertir en civil el 2009.
El nom oficial del municipi és Unitat administrativa-territorial tancada del districte urbà de Zviozdni Gorodok de l'óblast de Moscou, rus: Закры́тое администрати́вно-территориа́льное образова́ние городской округ Звёздный Городо́к Московской области Zakrítoie administrativno-territoriàlnoie obrazovánie gorodskoi okrug Zviozdni Gorodok Moskovskoi óblasti.

## Història
A principis dels anys seixanta, els responsables soviètics van decidir desenvolupar un programa espacial tripulat. Per preparar-se per a missions espacials, van crear un centre d'entrenament per a cosmonautes als afores de Moscou. Compost per alguns edificis quan es va crear, el complex s'expandí per acollir els primers 20 cosmonautes que postulaven per a la missió Vostok 1. Els cursos s'impartien amb guix i els equips d'entrenament no eren molt sofisticats. El complex incloïa no només equips per a la formació d'astronautes, sinó també edificis d'apartaments per acollir famílies de personal i cosmonautes. Després s'obriren instal·lacions addicionals: negocis, escola, església, etc. Durant diverses dècades, el programa espacial soviètic i rus fou completament gestionat pels militars, que van mantenir les seves activitats completament secretes. La Ciutat de les Estrelles està completament aïllada i envoltada per una tanca enmig d'un bosc. L'accés, controlat per posts de guàrdia militar, només és permès als residents.
El primer astronauta no originari d'un país comunista que va accedir a la Ciutat de les Estrelles fou el francès Jean-Loup Chrétien el 1980. En un context de relativa obertura del règim a principis dels anys noranta, el programa espacial rus va adoptar una organització més similar a la que existeix a Europa i els Estats Units. La Ciutat de les Estrelles es va situar el 1996 sota la doble supervisió del Ministeri de Defensa i de l'agència espacial russa Roscosmos, que s'havia creat uns anys abans.
Des del 1994, com a part del Programa Transbordador–Mir després de la construcció de l'Estació Espacial Internacional, molts astronautes, especialment de nacionalitat estatunidenca, van arribar a entrenar-se per familiaritzar-se amb els mòduls russos de les estacions espacials i la nau espacial Soiuz. La NASA feu construint xalets per allotjar els seus astronautes. L'octubre de 2008 l'estatut de la Ciutat de les Estrelles esdevingué totalment civil. Està classificada com a assentament de tipus urbà (estructura administrativa del nivell inferior a la de la ciutat). En l'actualitat, l'únic criteri necessari per a viure a la Ciutat de les Estrelles és tenir la nacionalitat russa. · 

## Monuments
La ciutat, que estava al centre del programa espacial soviètic i rus, té diversos monuments commemoratius. Al final de l'Avinguda dels Herois acull un petit museu. S'hi celebra una cerimònia a cada sortida d'una tripulació cap a l'espai, així com al seu retorn. El primer cosmonauta, Iuri Gagarin, és recordat a través de diversos monuments. La gossa Laika també hi té la seva estàtua.

## Instal·lacions espacials
Les instal·lacions espacials del Centre de Formació de Cosmonautes, inclouen en particular una centrifugadora, que fan servir els cosmonautes per acostumar-se a les acceleracions sofertes durant el llançament, una piscina de grans dimensions (hidrolab) en què els cosmonautes repeteixen les operacions realitzades durant els passeigs espacials, simuladors de naus espacials i models a escala 1 de naus espacials i estacions espacials.

## Ciutats agermanades
- Slovenske Konjice, Eslovènia (des del 2016)
- Narian-Mar, Rússia (des del 2017)